# (10001) Палермо
(10001) Палермо — астероид главного пояса, открытый 8 октября 1969 года советским астрономом Людмилой Черных. (10001) Палермо входит в Семейство Весты, довольно большую (примерно 6 % астероидов главного пояса) семейств астероидов, находящиеся в непосредственной близости от астероида (4) Веста.
Палермо был первоначально обозначен как 1969 TM1 — по году открытия. Название малой планете (10001) Палермо в честь итальянского города Палермо было дано в первый месяц XXI века, в двухсотлетнюю годовщину открытия в обсерватории Палермо первого астероида — Цереры, обнаруженная вечером 1 января 1801 года Джузеппе Пьяцци.